# Национално знаме на Сан Марино
Националното знаме на Сан Марино е държавен символ на страната. Състои се от 2 хоризонтални цветни полета: бяло (горе) и светло синьо (долу). В средата на знамето е изобразен националният герб на страната. Знамето има правоъгълна форма с отношение ширина към дължина 3:4 . Официалното знаме може да има съотношение 2:3 за международна употреба или в конкретно посочени случаи.

## История
Най-старото известно знаме на републиката датира от 4 септември 1465 г. То представлява трибагреник с три хоризонтална цветни полета – оранжево, бяло и лилаво, със стария герб на Сан Марино, изобразен на бялата ивица. Не е известно колко дълго се използва това знаме, но се предполага, че синьо-бялото знаме се поява около 1797 г. През тази година, най-вероятно повлиян от вълната от реформи във Франция, Върховният съвет на Републиката поръчва бяла и синя кокарда. Настоящето знаме приема цветовете от тази кокарда. Окончателният вариант на знамето с герба се приема на 6 април 1862 г. с декрет на Върховния съвет. През 2011 г. знамето претърпява леки промени в изображението на герба.

### Предишни знамена
- (1465)
- (1797 – 1862)
- (1862 – 2011)
- След 2011

## Дизайн
Формата, размерите и цветовете на знамето на Сан Марино са определени със закон от 2011 г.
| Цвят | Официален цветови модел | RGB цветови модел | HEX цветови модел |
| ---- | ----------------------- | ----------------- | ----------------- |
|      | -                       | (255, 255, 255)   | #FFFFFF           |
|      | Pantone 2915 C          | (89, 167, 211)    | #59A7D3           |
|      |                         | (0, 0, 0)         | #                 |
|      |                         | (0, 0, 0)         | #                 |
|      |                         | (0, 0, 0)         | #                 |
|      |                         | (0, 0, 0)         | #                 |

## Гражданско знаме
Според някои източници за граждански цели се използва синьо-бяло знаме без герб. Това схващане се е разпространило сред гражданите, поради тълкуването на закон, който забранява използването на герба на републиката за физически лица. Забраната обаче не се отнася до знамето, което следва да е само едно национално и държавно с герб.